# V448 Возничего
V448 Возничего (лат. V448 Aurigae), HD 41251 — двойная звезда в созвездии Возничего на расстоянии приблизительно 1235 световых лет (около 379 парсеков) от Солнца. Видимая звёздная величина звезды — от +8,56m до +8,49m. Возраст звезды оценивается как около 7 млн лет.

## Характеристики
Первый компонент — бело-голубая пульсирующая переменная звезда (LPB) спектрального класса B9. Масса — около 3,387 солнечных, радиус — около 2,514 солнечных, светимость — около 24,24 солнечных. Эффективная температура — около 9462 K.
Второй компонент — коричневый карлик. Масса — около 58,54 юпитерианских. Удалён на 2,246 а.е..